# Glaubenskirche (Sankt Johann am Tauern)

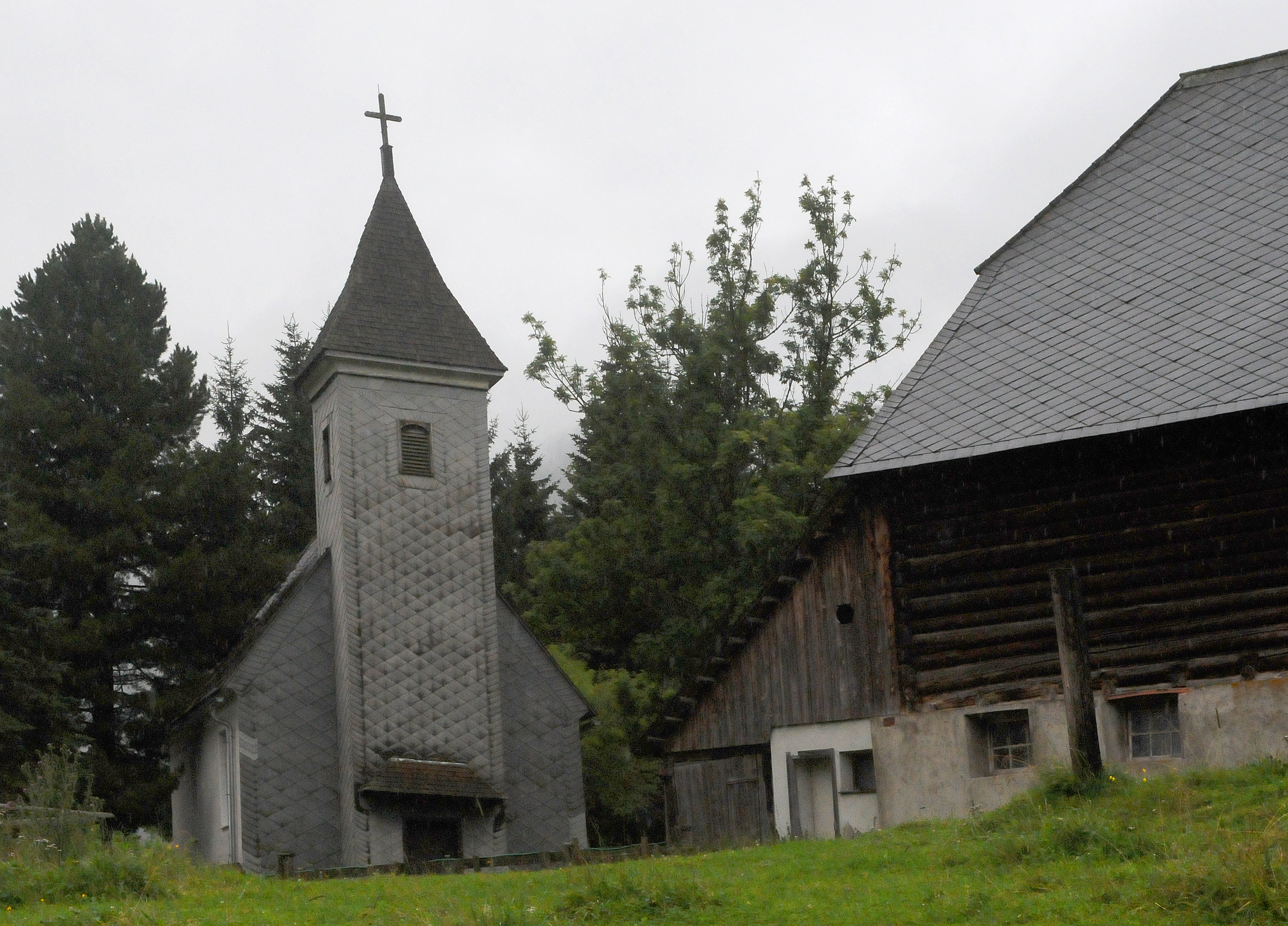
Kirche von Osten mit angebautem Turm

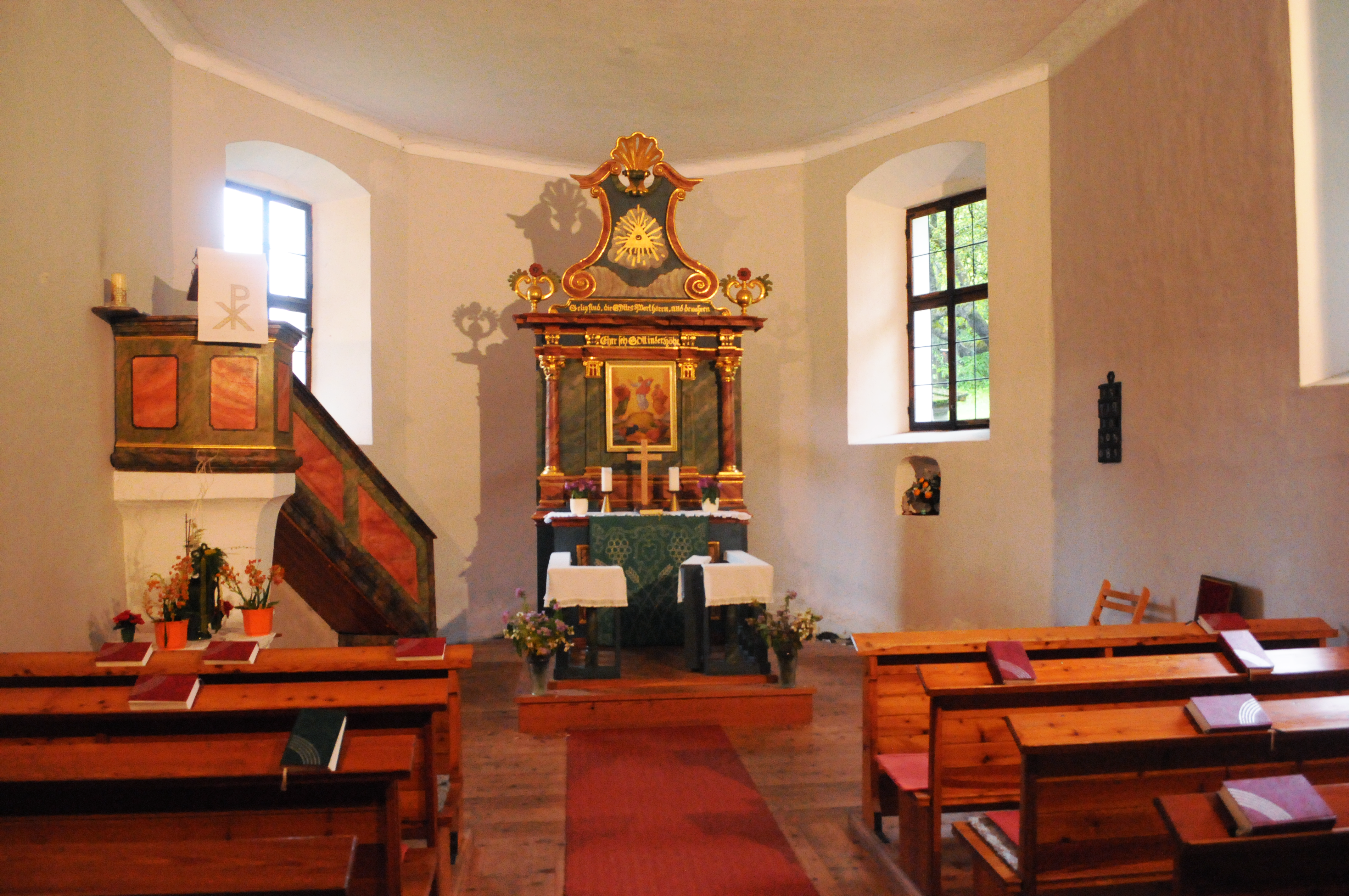
Innenraum mit Altar und Kanzel

Die evangelische Pfarrkirche St. Johann am Tauern steht in der Gemeinde Sankt Johann am Tauern im Bezirk Murtal in der Steiermark. Die Kirche steht unter Denkmalschutz.
Die evangelische Glaubenskirche ist eines der ältesten Toleranzbethäuser Österreichs und der einzige erhaltene evangelische Kirchenbau der Toleranzzeit in der Steiermark. Sie wurde 1784 (neueren Forschungen zufolge 1794) erbaut. Die Kirche ist in ihrer ursprünglichen Form aus der Erbauungszeit nahezu unverändert erhalten. Lediglich ein Turm wurde 1951/52 an der Nordseite hinzugefügt. Die Kirche trägt seit dem 15. Oktober 1967 durch Beschluss des Presbyteriums der Filialgemeinde den Namen Glaubenskirche.

## Geschichte
Aufgrund des Toleranzpatents von Kaiser Joseph II. durften die evangelischen Christen nach langer Verfolgung in Gemeinden mit mindestens 500 Personen oder 100 Familien ein Bethaus errichten. Nachdem ein erster Versuch 1783 an einer zu geringen Personenzahl gescheitert war, beantragten die Evangelischen am Tauern 1790 die Errichtung eines Filial-Bethauses, was nach einer ersten Ablehnung wegen der zu geringer Personenzahl von 99 Personen dann doch genehmigt wurde. Ursprünglich sollte das Bethaus direkt neben der katholischen Kirche erbaut werden. Das wurde aber wegen der Furcht vor Religionsstreitigkeiten und Verführung katholischer Kinder nicht realisiert. Schließlich wurde ein Bauplatz unter der Schullerer Höhe gefunden, weit entfernt von der katholischen Kirche und in der Nähe der Anwesen der evangelischen Familien.
Der Bau des Filial-Bethauses wurde am 20. April 1792 von der Wiener Hofkanzlei genehmigt. Am 11. und ergänzend am 24. Mai 1792 wurde die Bewilligung vom Kreisamt Judenburg erteilt. Mit dem Bau wurde sofort begonnen, der Rohbau wohl noch 1792 fertig gestellt. Die Fertigstellung der Kirche mitsamt der Inneneinrichtung ist in einem Bericht des Waldener Pastors 1794 erwähnt. Die Kirche wird seit 1840 von der Familie Stranimaier betreut. Sie hatte damals das gegenüber der Kirche gelegene Stuhlpfarreranwesen übernommen.

## Architektur

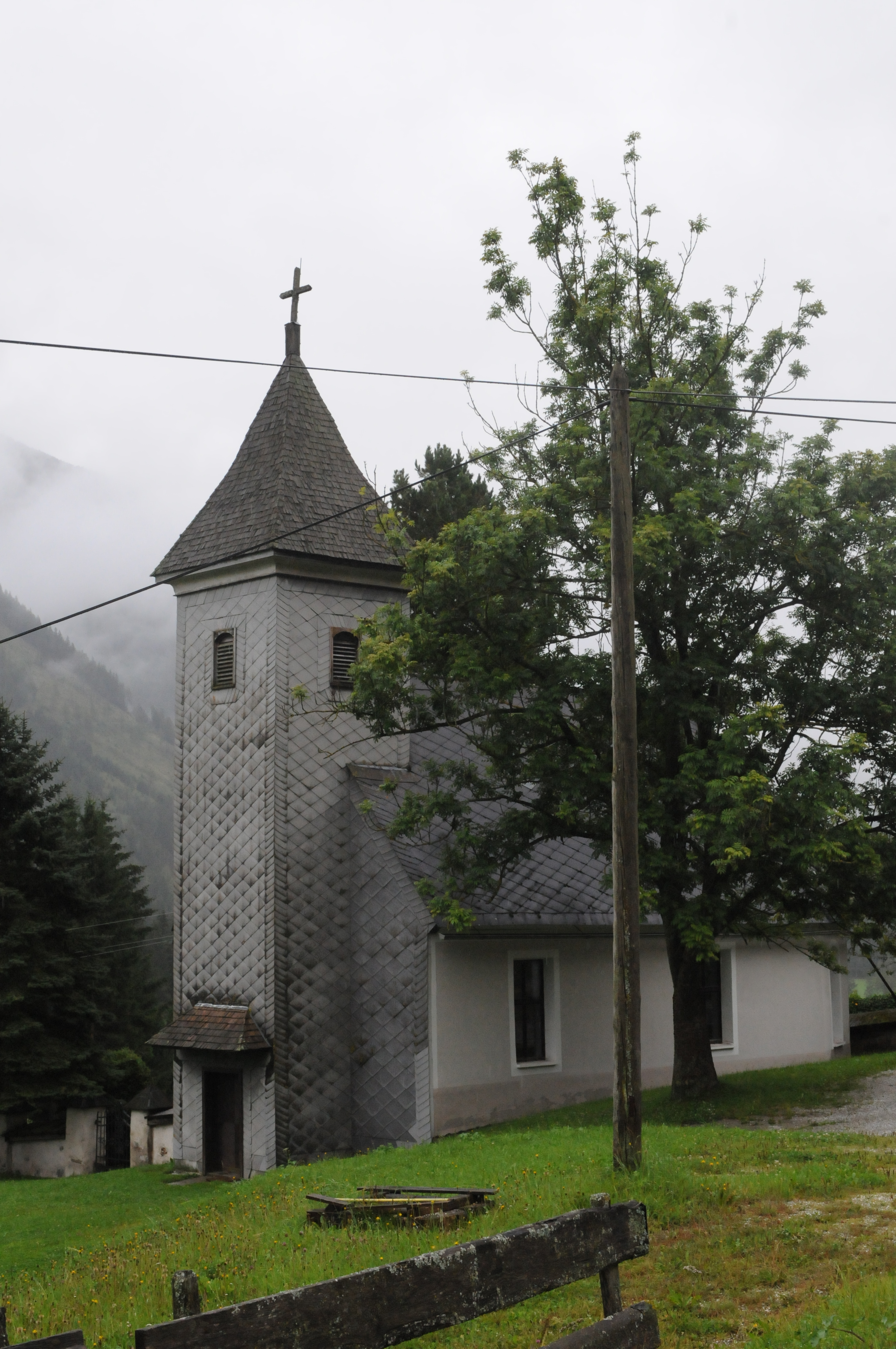
Kirche von Norden – links der Turm, rechts das erhaltene Toleranzbethaus

An der Nordseite steht ein Turm mit einem Spitzhelm aus den Jahren 1951–1952. Der Saalraum hat einen 3/8-Schluss, Altar und Kanzel stammen aus der Bauzeit, der Altar wurde 1860 verändert.
1853 wurde die Errichtung eines eigenen Friedhofs beantragt und genehmigt. 1875 bekam der Friedhof eine eigene Mauer, zu deren Errichtung auch die katholische Bevölkerung 65 Gulden spendete.

## Turm und Glocken
Nach der Aufhebung der einschränkenden Vorschriften für Toleranzbethäuser zum evangelischen Kirchenbau 1849 und das Protestantenpatent aus dem Jahr 1861wurden die meisten evangelischen Bethäuser mit Türmen versehen oder durch einen Neubau ersetzt. Nur das Bethaus am Tauern blieb aufgrund seiner abgeschiedenen Lage weitgehend unverändert.
Der Bau des Turmes geschah auf Anregung des in die Tauern verschlagenen Bukowina-Flüchtlings Heinrich Becker. Ab 1947 wurde gesammelt. Unterstützung kam von der Familie Stranimaier, der Firma Magnesitbergbau Hohentauern, aus Hannover und vom österreichischen Gustav-Adolf-Verein. Im Mai 1951 wurde mit dem Bau begonnen. Am 15. Juni 1952 fand die Weihe des Turms und der Glocke statt. Die damals einzige Glocke der Grazer Firma Szabo ist auf e gestimmt und trägt die Inschrift Wachet, stehet im Glauben, seid männlich und stark!. Eine zweite Glocke wurde 1994 angeschafft und am 16. September aufgezogen. Sie wurde von der Firma Perner in Schärding gegossen, ist auf g gestimmt und trägt die Inschrift „Friede auf Erden“.

## Ausstattung

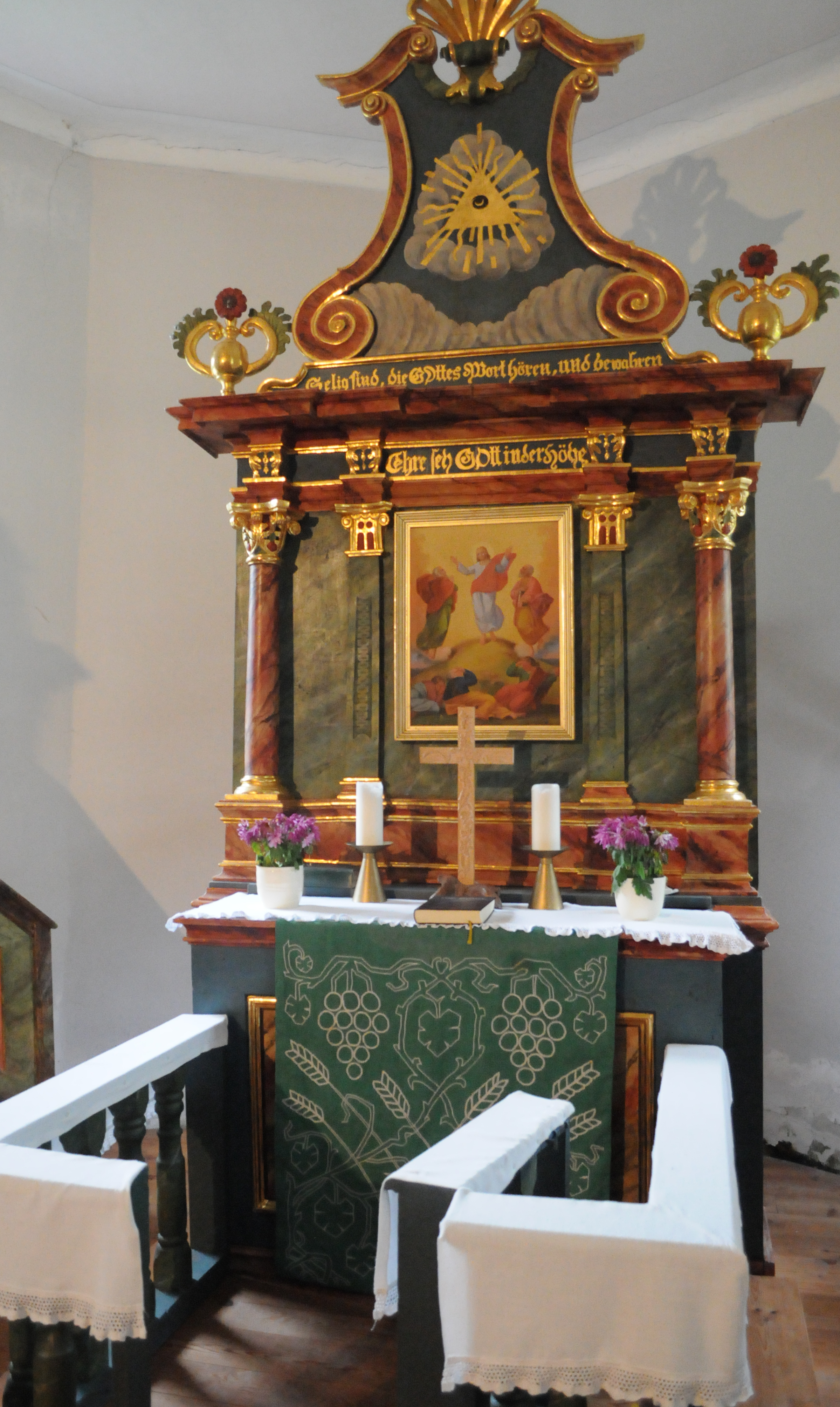
Altar

Die Kirche hat einen klassizistischen Altar, eine vom Altar getrennte Kanzel und ein Kirchengestühl. Die Trennung von Kanzel und Altar ist ungewöhnlich, da sich in den österreichischen Toleranzbethäusern in der Regel Kanzelaltäre befinden.
Der klassizistische Altar trägt an der Rückseite die Inschrift Christofo Wossermahn Maler 1860. Er enthält das für die Zeit typische Altarbild Verklärung Christi, das von dem Kalwanger Maler Kohl um 15 Gulden angefertigt wurde. Der Altar enthält die Inschrift Selig sind, die Gottes Wort hören und bewahren und Eher sey Gott in der Höhe.
Die Kirche hat nie eine eigene Orgel besessen. 1958 wurde ein Harmonium angeschafft.

## Renovierungen

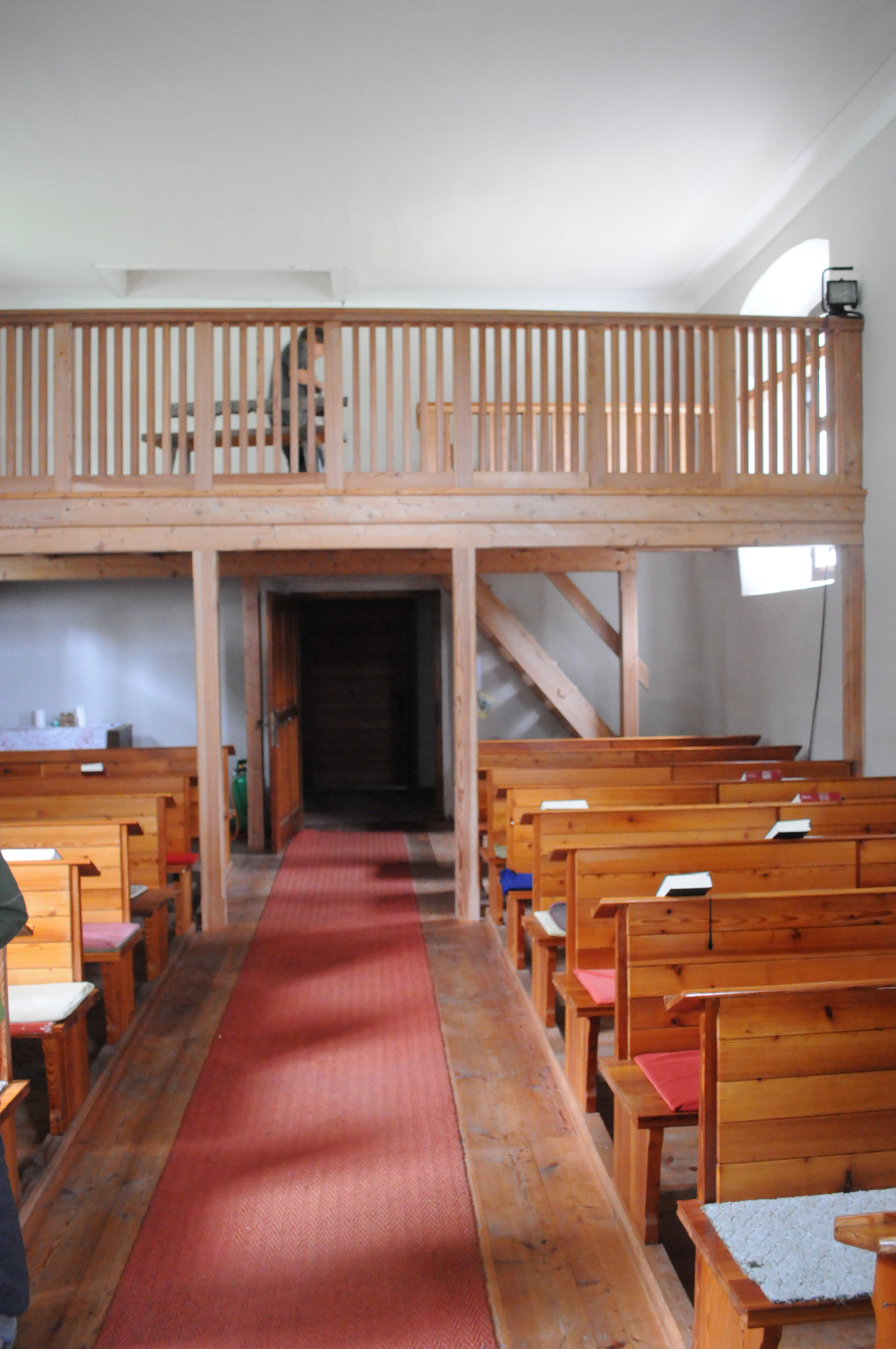
Empore von 1992

Seit dem Zweiten Weltkrieg wurden mehrere Renovierungen durchgeführt:
- 1952 mussten vier Tage nach der Turmweihe große Hagelschäden am Verputz der Kirche beseitigt werden
- 1957/58 wurden Kirche, Turm und Friedhofsmauer ausgebessert
- 1961 wurde das Holzschindeldach durch Eternit ersetzt und der Turm mit Eternit verkleidet. Blitzableiter wurden installiert.
- 1965 wurde die morsch gewordene Empore abgetragen und die Fenster durch Glasbausteine ersetzt
- 1966 wurde ein Betonfußboden verlegt und eine neue Kirchentür eingebaut.

In den 80er-Jahren sind wiederholt Feuchtigkeitsschäden aufgetreten. Dazu kam eine Rückbesinnung auf die ursprüngliche Form der Kirche:
- 1990 wurde die hangseitige Außenmauer trockengelegt.
- 1991 wurden schadhafte Putzflächen ausgebessert, die Glasbausteine entfernt und die noch vorhandenen, ursprünglichen Fenster wieder eingesetzt.
- 1992 erhielt die Kirche einen Holzfußboden, die Kirchentür wurde erneuert und eine Empore mit Treppe und Geländer eingebaut.
- 1993 erfolgte die Eindeckung des Vordachs und die Verlegung eines Ziegelfußbodens im Eingangsbereich. Altar und Kanzel wurden restauriert, die Übermalungen der 1960er-Jahre beseitigt und die ursprüngliche Marmorierung, Farbgebung und Vergoldung wieder hergestellt.

## Nutzung

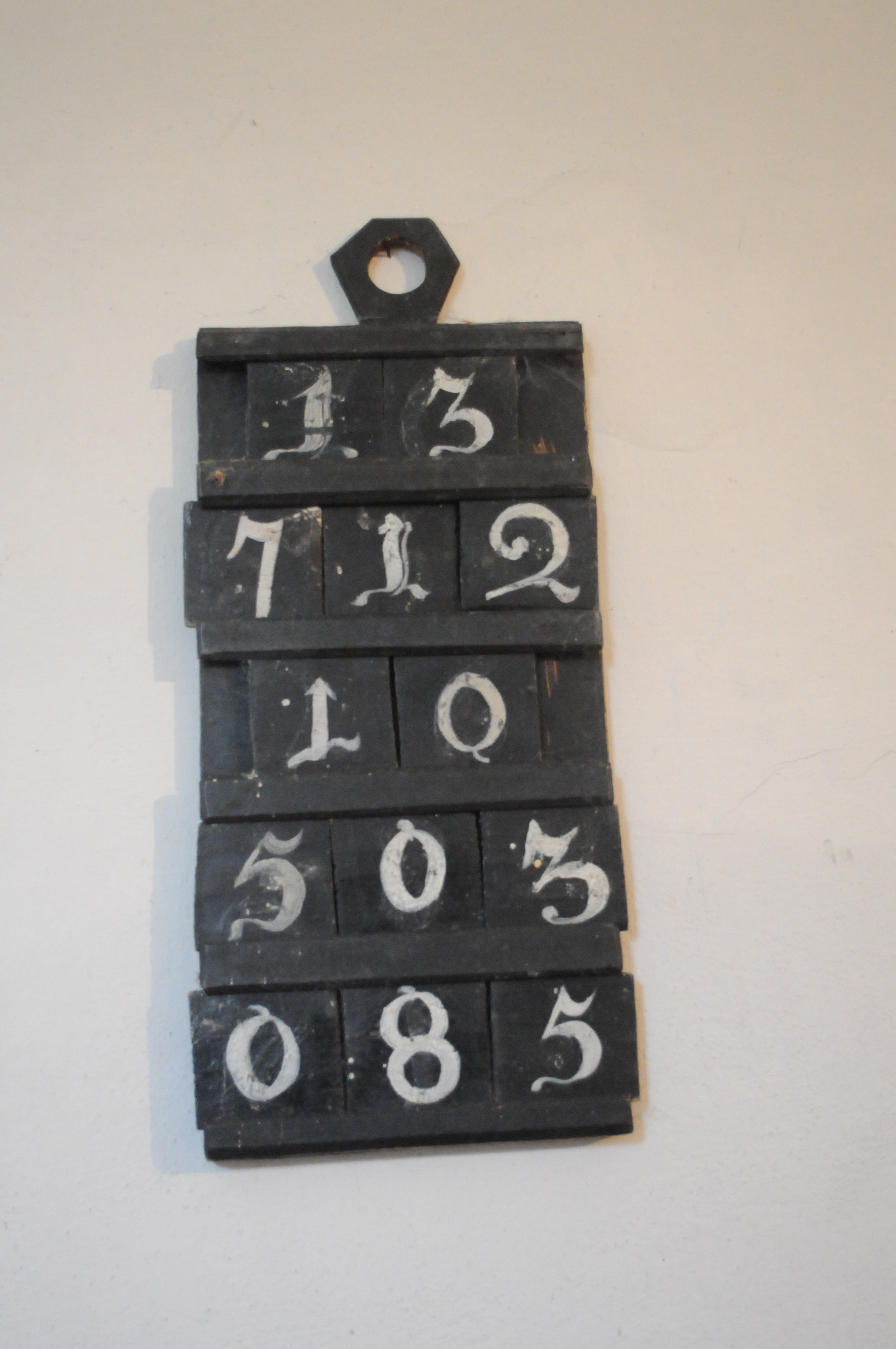
Liedanzeiger

Die Kirche ist das geistige Zentrum der Filialgemeinde Tauern. Sie hatte stets um die 100 Gemeindemitglieder. Derzeit (2014) findet ein monatlicher Gottesdienst statt. In den Wintermonaten nach Weihnachten findet der Gottesdienst in der Stube des nahegelegenen Bauernhauses vlg. Stuhlpfarrer statt.
Die Gemeinde hatte nie einen eigenen Pfarrer und wurde immer vom Pfarrer ihrer jeweiligen Muttergemeinde mitbetreut. Ursprünglich verpflichtete sich der 1795 in der Gemeinde Wald am Schoberpass angestellte Pfarrer monatlich auf den Tauern zu kommen. 1948 entstand in Gaishorn (heute Gaishorn am See) eine eigene Pfarrei. Seitdem wird die Tochtergemeinde Tauern von dieser mitbetreut.
Zu den besonderen Gottesdiensten zählen Erntedank- und Weihnachtsgottesdienst. Die Kirche wird auch gerne als Hochzeitskirche genutzt.
Ein Höhepunkt im Gemeindeleben war die Aufzeichnung der Christvesper, die am Heiligen Abend 2000 gesendet wurde.